# 718-й окремий навчальний автомобільний батальйон (Україна)
718-й окремий навчальний автомобільний батальйон створено 8 грудня 1942 року як 7-у окрему гвардійську повітрянодесантну автомобільну роту підвозу 5-ї гвардійської повітрянодесантної дивізії.
Згідно з директивою Генерального штабу Радянської Армії від 13 червня 1945 року, на базі роти утворено 825-у окрему автомобільну роту підвозу 112-ї гвардійської стрілецької дивізії. 24 вересня 1953-го роту переформували у 123-ю окрему автотранспортну роту, а директивою командувача військ Київського військового округу від 14 жовтня 1967 року на базі роти створено 718-й окремий навчальний автомобільний батальйон. З переведенням навчальної танкової дивізії на штат 169-го навчального центру підготовки молодших фахівців танкових військ батальйон увійшов до його складу.
Чорний колір щита нарукавної емблеми батальйону є традиційним для автомобільних військ. Посередині щита зображено орла з розгорнутими крилами золотого (жовтого) кольору, що сидить на автомобільній півосі золотого (жовтого) кольору, на тлі розкритої книги срібного (білого) кольору. Орел та автомобільна піввісь свідчать про належність частини до автомобільних військ та її основне завдання — підготовку молодших фахівців для цього роду військ. Поєднання орла й автомобільної осі застосовувалося раніше на неофіційній емблемі частини. Напис «Вчимо майстерності» — девіз батальйону.